# Strumigenys crinigera
Strumigenys crinigera (лат.) — вид мелких земляных муравьёв рода Strumigenys из подсемейства Myrmicinae (Attini, ранее в Dacetini). Встречается в Юго-Восточной Азии: Вьетнам (провинции Дакнонг и Донгнай).

## Этимология
Своё название вид получил благодаря длинному и извилистому волосяному покрову, расположенному по всему телу. Эпитет «crinigera» представляет собой именительный падеж женского рода единственного числа латинского прилагательного «criniger» («имеющий длинные волосы»).

## Описание
Мелкие муравьи (длина около 3 мм) с сердцевидной головой, расширенной кзади. Проподеум угловатый с парой зубцов. Обладают длинными жвалами (длина головы HL 0,62—0,66 мм, ширина головы HW 0,48—0,53 мм, мандибулярный индекс MI 37—38). Включён в комплекс видов S. cygarix из видовой группы S. caniophanes. От близких видов отличаются следующими признаками: преапикальный зубец жвал присутствует, удлиненно-треугольный; дорсолатеральный край головы с пятью латерально выступающими жгутиковидными волосками, включая апикоскробальный волосок; верх головы сторона и мезосома с густыми ниспадающими простыми прижатыми волосками; пронотальный плечевой волосок жгутиковидный; мезосома, включая плевры и бока проподеума, полностью скульптурирована; проподеальные зубцы не покрыты ламеллой; петиолярный узел с дифференцированной передней поверхностью, не булавовидный, брюшнык тергиты с многочисленными длинными прямыми волосками; дорсальная и вентральная поверхности бедра с прямыми волосками; задние голени и базитарсусы с длинными выступающими жгутиковидными волосками.
Основная окраска коричневая. Стебелёк между грудкой и брюшком состоит из двух члеников: петиолюса и постпетиолюса (последний чётко отделён от брюшка), жало развито. Предположительно, как и близкие виды, специализированные охотники на коллембол. Вид был впервые описан в 2023 году мирмекологами из Гонконга Kit Lam Tang (School of Biological Sciences, Гонконгский университет, Гонконг, Китай) и Benoit Guénard.